# جان أندرسن
جان أندرسن (بالإنجليزية: Jean Andersen)‏ هو لاعب كرة مضرب جنوب أفريقي، ولد في 17 يونيو 1988 في كيب تاون في جنوب أفريقيا.

## وصلات خارجية
- جان أندرسن على موقع رابطة محترفي التنس (الإنجليزية)
- جان أندرسن على موقع الاتحاد الدولي لكرة المضرب (الإنجليزية)
- جان أندرسن على موقع كأس ديفيز (الإنجليزية)
- جان أندرسن على موقع خلاصة التنس.كوم (الإنجليزية)